# Renault 4P
Le Renault 4P est un moteur à explosion à quatre cylindres inversés de 6,3 litres de cylindrée, refroidi par air et développé par Renault pour l'aéronautique.

## Historique
En 1927, la traversée de l’Atlantique par Lindbergh avec un « petit » moteur de 300 ch interpelle les motoristes. Renault décide d’abandonner les gros moteurs. C'est dans ce contexte que Louis Renault diversifie sa gamme de moteur d’avion en créant un quatre cylindres, le « 4P » de 95 ch, qui va très vite se couvrir de gloire en battant de nombreux records du monde pour avions légers. 
En 1931, ce moteur à cylindres inversés développé par l’ingénieur Charles-Edmond Serre, du bureau d’études Renault, pèse 135 kg et développe 110 à 120 ch grâce à l'adoption de cylindres en acier, d'une culasse en aluminium fixée par quatre colonnettes vissées dans le carter. Les bielles sont en duralumin matricé et le carter en magnésium. 
En 1932, il est homologué à la puissance de 120 ch, le 4P de 6,3 litres à cylindres inversés refroidi par air se vend alors bien dans l’aviation légère quand la Seconde Guerre mondiale éclate.
En 1946, la production du Renault 4P reprend dans l’usine SNECMA d’Arnage, jusqu’en 1949, 762 moteurs étant fabriqués, plus 500 à Paris. Il équipe alors les 856 Stampe SV-4 construits sous licence et destinés aux Aéro-Clubs français.

## Variantes

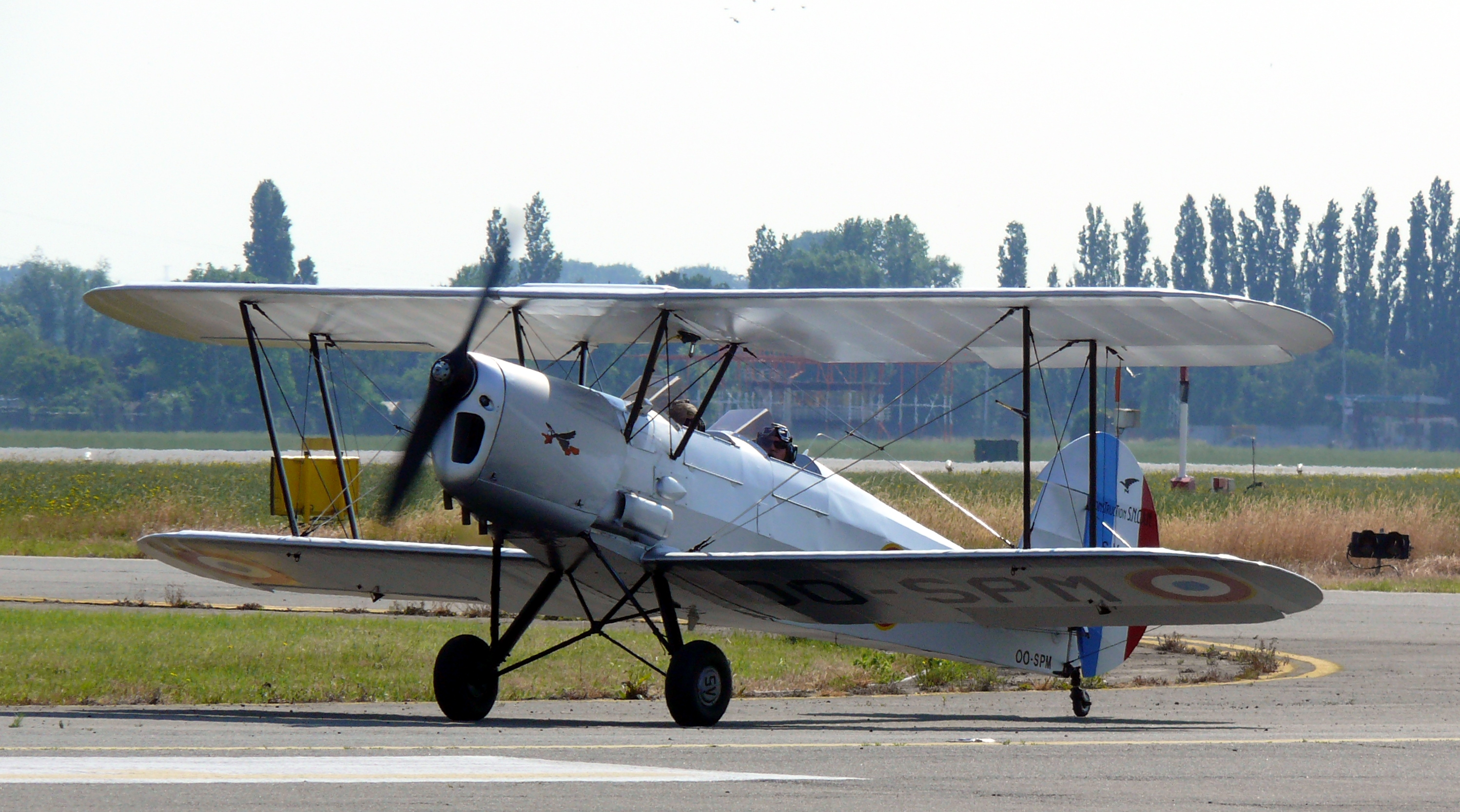
Stampe & Vertongen SV-4C OO-SPM.

- Renault 4P-O1, n'autorisant pas le vol inversé.
- Renault 4P-O3, autorisant le vol inversé (30 secondes maximum en continu) par une modification du système d'alimentation du moteur.
- Renault 4P-O5, autorisant le vol inversé illimité grâce à l'ajout d'un système spécifique d'alimentation et de lubrification du moteur.

## Avions équipé du moteur Renault 4P
- Potez 36
- Stampe SV-4c (variante du Stampe SV-4b, produit sous licence en France par la SNCAN).